# Andrea Biffi
Andrea Biffi, bekannt als Andrea Biffi il Giovane (* 4. Januar 1645 in Mailand; † 28. Juli 1686 ebendort) war ein italienischer Architekt.

## Leben
Biffi wurde in eine Künstlerfamilie hineingeboren (sein Vater Carlo und sein Großvater Gian Andrea waren beide Bildhauer) und besuchte als junger Mann das Atelier von Gerolamo Quadrio, dem damaligen Architekten der Dombauhütte. Als dieser 1679 starb, übernahm Biffi dessen Position, die er bis zu seinem Tod innehatte. Als Architekt war er auf der Isola Bella im Lago Maggiore im Auftrag des Grafen Vitaliano VI. Borromeo tätig. Er arbeitete an den Galerien, den weiteren Flügeln des Palastes und dem Gran Salone und kümmerte sich auch um die Dekoration.
Um 1664 schrieb er eine kleine Abhandlung, die sehr interessant ist, da sie mit architektonischen Elementen illustriert ist: Memorie annotate appertinenti a Ing.ri et Architetti Civili da Andrea Biffi Imparate mentre facceva la Pratica di Architetto et Ing.re sotto Ill.re Revº Quadrio Ing.re Coleggiato di Milano (Milano, Bibl. di Brera, ms., AD 15, 18, n. 3). Für das Buch Amore e gloria : festa d'armi a cavallo celebrata nel Regio Ducal Palazzo di Milano hat er von den 8 Tafeln die erste selbst gezeichnet und gestochen und zwei weitere gezeichnet.
Sein erstes Projekt für eine Kirche in Mailand, San Bernardino alle Ossa, die später zerstört wurde, stammt aus dem Jahr 1679, für die er die noch bestehende Fassade entwarf. Im Jahr 1681 wurde er mit der Modernisierung der Kirche San Donnino alla Mazza in Mailand beauftragt. Im Juni 1683 wird Biffis Projekt für die Pfarrkirche San Pietro in Carcegna genehmigt, im selben Jahr auch das für die Kuppel des Doms zu Como. Im selben Jahr begann er auch mit dem Bau des Oratorio dell’Immacolata  für die gleichnamige Bruderschaft in der Kirche Sant’Antonio Abate in Mailand, das noch heute erhalten ist. Im Jahr 1685 war er am Bau des Friedhofs Mojazza in Mailand beteiligt, der heute nicht mehr existiert. Im gleichen Jahr arbeitete er in Lugano und starb ein Jahr später in Mailand. Er wurde zusammen mit seinem Vater und seinem Bruder Filippo in Sant’Antonio Abate beigesetzt.